# Arney River
Arney River är ett vattendrag i Storbritannien.   Det ligger i distriktet Fermanagh and Omagh och riksdelen Nordirland, i den västra delen av landet, 600 km nordväst om huvudstaden London.